# Adrian Rainbow
Adrian Rainbow (* 24. Juli 1970 in British Columbia) ist ein ehemaliger kanadischer Footballspieler, der auch über die britische Staatsbürgerschaft verfügt.

## Laufbahn
Rainbow spielte von 1992 bis 1995 als Quarterback an der University of British Columbia in seinem Heimatland Kanada und studierte gleichzeitig englische Literatur und Philosophie. 1995 wurde er in die Mannschaft des Jahres der kanadischen Hochschulliga berufen. Beim Draft-Verfahren der Canadian Football League wurde Rainbow 1996 an 53. Stelle von den Montreal Alouettes ausgewählt.
Ab 1997 spielte er bei den Braunschweig Lions in Deutschland und blieb zunächst bis zum Ende der Saison 2000 bei den Niedersachsen. Er gewann mit Braunschweig 1997, 1998 und 1999 die deutsche Meisterschaft sowie 1999 den Eurobowl. Anschließend setzte er an der University of Exeter sein Studium im Fach Anglistik fort. Während seines zweiten Halts in Braunschweig (2003 bis 2006) kamen weitere Titel hinzu: Deutscher Meister 2005 und 2006 sowie der Sieg im Eurobowl 2003. In den Spieljahren 2007 und 2008 stand Rainbow in Diensten eines anderen deutschen Erstligisten, und zwar der Kiel Baltic Hurricanes. Den Kanadier zeichneten als Spielmacher insbesondere seine Führungsqualitäten sowie die Fähigkeit aus, auf dem Rasen wenige Fehler zu begehen.
2008 schloss Rainbow an der University of Exeter seine Doktorarbeit über die Poetik der Emanzipation ab. Zu Jahresbeginn 2009 trat er an der Universität Zürich eine Stelle als Hochschullehrer im Fach Englisch an und spielte nebenbei ab 2010 als Quarterback für die Zurich Renegades. 2010 wurde er in die Ruhmeshalle der Braunschweig Lions aufgenommen. Die von ihm getragene Rückennummer drei wird bei der Braunschweiger Mannschaft in Andenken an Rainbows Leistungen nicht mehr vergeben. An der Universität Zürich war Rainbow bis zum Sommer 2014 tätig, anschließend arbeitete er bis 2017 als Hochschullehrer am United World College of the Atlantic in Wales. Im August 2017 trat er seinen Dienst als Lehrer am Internat Sevenoaks School in England an.